# Vigna venusta
Vigna venusta là một loài thực vật có hoa trong họ Đậu. Loài này được (Piper) Marechal & al. miêu tả khoa học đầu tiên.